# 埃讷
埃讷（法語：Esnes，法語發音：[ɛn]）是法国上法蘭西大區北部省的一个市镇，属于康布雷区。

## 地理
埃讷（50°6'5"N, 3°18'41"E）面积14.44 平方千米，位于法国上法蘭西大區北部省，该省份为法国最北部的省份及最长的省份，西北濒北海，西接加来海峡省，南至埃纳省和索姆省，东与比利时接壤。
与埃讷接壤的市镇（或旧市镇、城区）包括：旺拜、塞朗维莱尔福朗维尔、瓦兰库尔-塞尔维尼、埃斯科河畔克雷沃克尔、欧库尔昂康布雷西、莱丹。

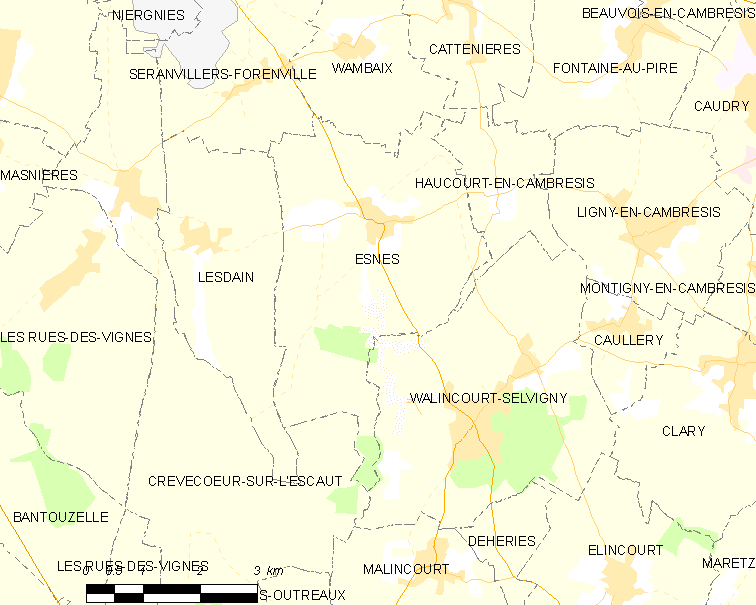
埃讷的OSM定位图

埃讷的时区为UTC+01:00、UTC+02:00（夏令时）。

## 行政
埃讷的邮政编码为59127，INSEE市镇编码为59209。

## 政治
埃讷所属的省级选区为勒卡托康布雷西县。

## 人口

1962-2008年间埃讷人口变化图示

埃讷于2022年1月1日时的人口数量为673人。